# Корнилівська волость
Корнилівська волость — історична адміністративно-територіальна одиниця Канівського повіту Київської губернії з центром у селі Корнилівка.
Станом на 1886 рік складалася з 10 поселень, 10 сільських громад. Населення — 11111 осіб (5410 чоловічої статі та 5701 — жіночої), 1488 дворових господарств.
|                     | Площа, десятин | У тому числі орної, дес. |
| ------------------- | -------------- | ------------------------ |
| Сільських громад    | 8278           | 5570                     |
| Приватної власності | 8410           | 3338                     |
| Іншої власності     | 419            | 248                      |
| Загалом             | 17107          | 9156                     |

Основні поселення волості:
- Корнилівка — колишнє власницьке село, 1169 осіб, 162 двори, православна церква, школа, постоялий будинок. За 4 версти — Корсунський Свято-Онуфріївський монастир з 2 православними церквами та цегельним заводом.
- Бровахи — колишнє власницьке село, 1196 осіб, 194 двори, православна церква, школа, постоялий будинок.
- Бровахівська Буда — колишнє власницьке село, 396 осіб, 68 дворів, школа, постоялий будинок.
- Гарбузин — колишнє власницьке село при річці Рось, 985 осіб, 143 двори, православна церква, школа, постоялий будинок, водяний млин.
- Гноєнки — колишнє власницьке село при струмкові, 547 осіб, 83 двори, школа, постоялий будинок.
- Кичинці — колишнє власницьке село, 1011 осіб, 149 дворів, православна церква, школа, 2 постоялих будинки.
- Набутів — колишнє власницьке село при річці Рось, 537 осіб, 79 дворів, лікарня, постоялий будинок, бурякоцукровий завод.
- Нетеребка — колишнє власницьке село при річці Рось, 1027 осіб, 147 дворів, православна церква, школа, постоялий будинок, лавка.
- Сахнівка — колишнє власницьке село при річці Рось, 2022 осіб, 299 дворів, православна церква, школа, постоялий будинок, 2 лавки.
- Сотники — колишнє власницьке село при струмкові Кам'янка, 1425 осіб, 164 двори, православна церква, школа, лавка.

Старшинами волості були:
- 1909—1912 роках — Василь Потапович Кришун[2],[3],[4];
- 1913—1915 роках — Євдоким Миколайович Гордієнко[5],[6].